# 桂あおば
桂 あおば（かつら あおば、1988年1月12日 - ）は兵庫県神戸市出身の落語家。血液型はO型。本名は古本迅（ふるもとしゅん）。
2015年2月まで米朝事務所に所属。2015年2月よりよしもとクリエイティブ・エージェンシー（現・吉本興業）に移籍したことを自身のtwitterおよびFacebookで発表。上方落語協会会員。

## 来歴・人物
滝川第二高等学校を経て関西国際大学人間科学部卒業。桐生正幸のゼミで犯罪心理学を専攻した。
2010年9月に 2代目桂ざこばに入門。2011年1月に動楽亭で初舞台。

### 受賞歴
- 第15回新人お笑い尼崎大賞 【落語の部】 (2014年9月23日) 優秀賞
- 2016年上方落語若手噺家グランプリ2016 決勝進出
- 第5回ABCなみ1グランプリ 優勝
- 2021年 R-1グランプリ 準々決勝 進出
- 2024年 R-1グランプリ 準々決勝 進出

## エピソード
- 師匠の奥さんを“おばちゃん”と呼ぶ、多数の噺家のマクラのネタとしても度々登場する。
- 桂文枝が発案した天満天神繁昌亭の女性関係者が選ぶイケメン独身落語家を集めた"2015年度版上方落語協会カレンダー『上方落語美笑男(かみがた らくごびしょうめん)』のメンバーとして1位を獲得。同カレンダーでは12月を担当した。
- イケメン若手噺家として an・an 、 AneCan にも特集をされた。
- NHK大阪放送局の不定期放送の番組「落語家アイドル育成プロジェクト〜上方ルーキーズ〜」から生まれた落語家アイドルグループ「らくご男子」のメンバーとして、歌手としても活動している。担当カラーは青色。
- 落語家はあまり出場しなくなっているR-1グランプリにもエントリーをしており、漫才師に混じってバトルライブにも出場することがある[3]。大阪NSC33期と同期扱い。

## 師匠
- 2代目桂ざこば

## 出演番組

### テレビドラマ
- 連続テレビ小説『わろてんか』(NHK)

### テレビバラエティ
- どきワク関西( J:COMチャンネル) 準レギュラー
- とっておき!木曜笑タイム→とっておき!朝から笑タイム（NHK大阪）「らくご男子」のメンバーとして出演

### ラジオ
- サンデー神戸(ラジオ関西) リポーター
- テンション!!!!(Kiss FM KOBE)月曜日サウンドクルー

### ネットドラマ
- 『フェイク・ショウ』(2015年) 七色亭桜餅 役

### その他
- 2015年度版上方落語協会カレンダー   『上方落語美笑男』 12月担当